# Akodon fumeus
Akodon fumeus es una especie de roedor de la familia Cricetidae.

## Distribución geográfica
Se encuentra en Bolivia e Perú. 